# 奧克奧克尼火山
18°19′S 69°2′W / 18.317°S 69.033°W
奧克奧克尼火山（Uqi Uqini），是南美洲的火山，位於玻利維亞和智利接壤的邊境，屬於安第斯山脈中玻利維亞西部山脈的一部分，海拔高度5,490米，